# 德賈·穆利波拉
德賈·莫妮克·穆利波拉（英語：Dejah Monique Mulipola，1998年2月19日—）是一名出生於美國加利福尼亞州的壘球選手，司職捕手。她曾隨隊參加2020年夏季奧林匹克運動會壘球比賽，結果獲得銀牌。

## 外部連結
- 德賈·穆利波拉的X（前Twitter）
- 德賈·穆利波拉的Instagram帳戶